# Rhophitulus testaceus
Rhophitulus testaceus är en biart som beskrevs av Adolpho Ducke 1907. Rhophitulus testaceus ingår i släktet Rhophitulus och familjen grävbin. Inga underarter finns listade i Catalogue of Life.